# George Bugeja

George Bugeja OFM (Xagħra, Gozo, Malta, 1 de julho de 1962) é um ministro católico romano e vigário apostólico de Trípoli.
George Bugeja ingressou na Ordem Franciscana (OFM) e foi ordenado sacerdote em 5 de julho de 1986.
O Papa Francisco o nomeou Bispo Titular de San Leone e Coadjutor do Vigário Apostólico de Trípoli em 10 de julho de 2015. O bispo de Gozo, Mario Grech, o consagrou bispo em 4 de setembro do mesmo ano. Os co-consagradores foram o Secretário da Congregação para a Evangelização dos Povos, Dom Savio Hon Tai-Fai SDB, e o Bispo de Juticalpa, José Bonello OFM.
De 14 de fevereiro de 2016 a 8 de dezembro de 2019 foi também Administrador Apostólico do Vicariato Apostólico vago de Benghazi.
Com a renúncia de Giovanni Innocenzo Martinelli em 5 de fevereiro de 2017, sucedeu-o como Vigário Apostólico de Trípoli.